# أليغو فيرا
أليغو فيرا (بالإسبانية: Alejo Vera)‏ هو رسام إسباني، ولد في 14 يوليو 1834 في Viñuelas ‏ في إسبانيا، وتوفي في 4 فبراير 1923 في مدريد في إسبانيا.